# Pałac w Kostrzynie
Pałac w Kostrzynie – zabytkowy pałac w Kostrzynie w powiecie zgorzeleckim, wpisany do rejestru zabytków nieruchomych województwa dolnośląskiego.

## Historia
Pałac został wzniesiony w 1757 roku. W XIX i XX wieku rezydencja została przebudowana, ostatnia przebudowa zatarła część cech stylowych. Obecnie pałac jest własnością prywatną. 

## Architektura
Pałac w Kostrzynie jest dwukondygnacyjnym, podpiwniczonym budynkiem założonym na planie prostokąta i krytym wysokim   czterospadowym dachem z lukarnami. Od wschodu do elewacji bocznej dostawiono podcień w formie trzech arkad wspartych na filarach, które podtrzymują loggię. Główne wejście do budynku prowadzi przez portal z datą MDCCLVII (1757) w zworniku oraz kartuszem z herbami budowniczego von Uechtritz (po lewej), właściciela wsi w XVIII w. oraz von Kyaw (po prawej). Wewnątrz zachował się pozostałości pierwotnego wystroju. Budynek jest częścią zespołu pałacowego, w skład którego wchodzi jeszcze park.

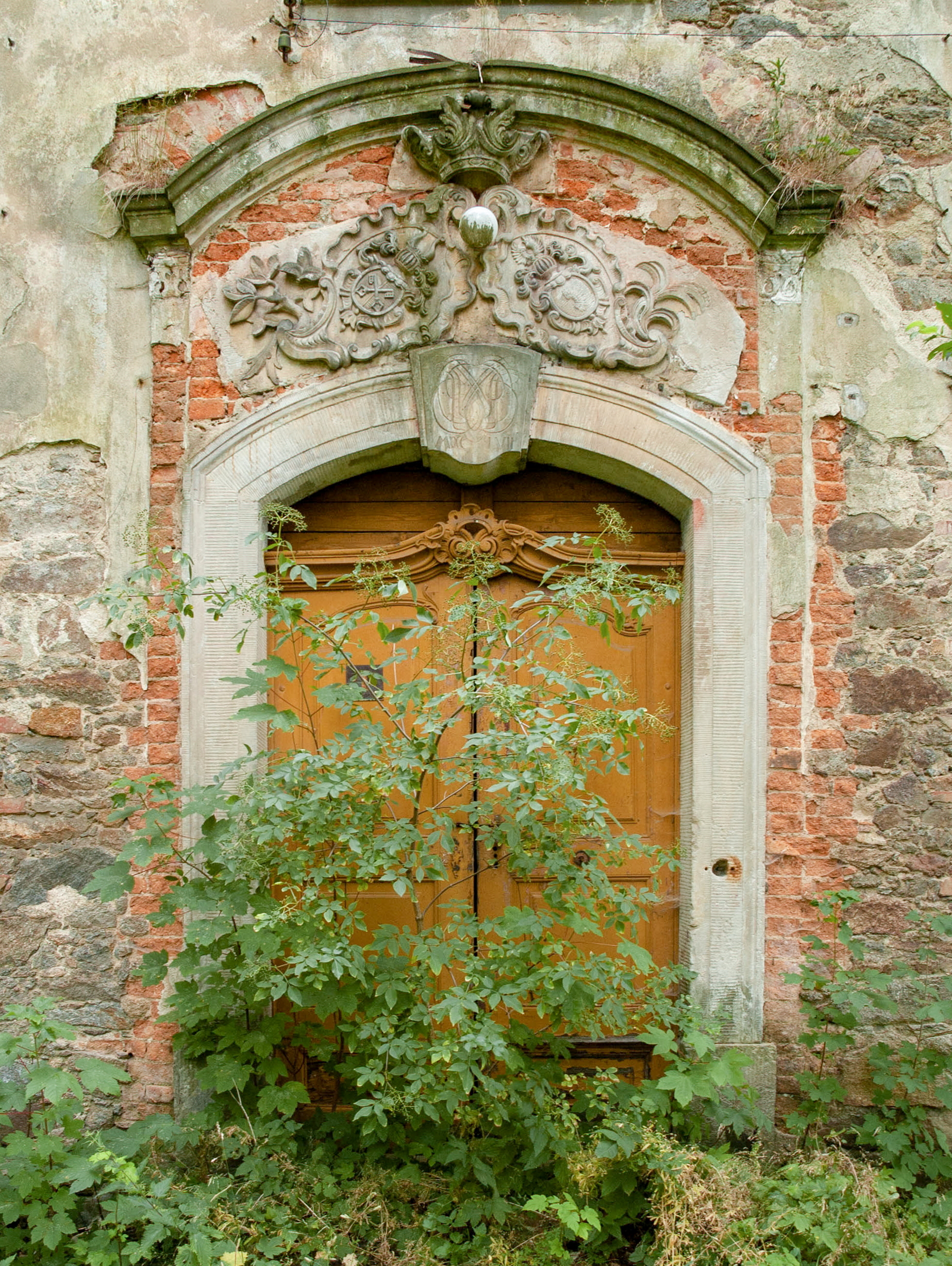
Wejście z herbami i datą MDCCLVII (1757)
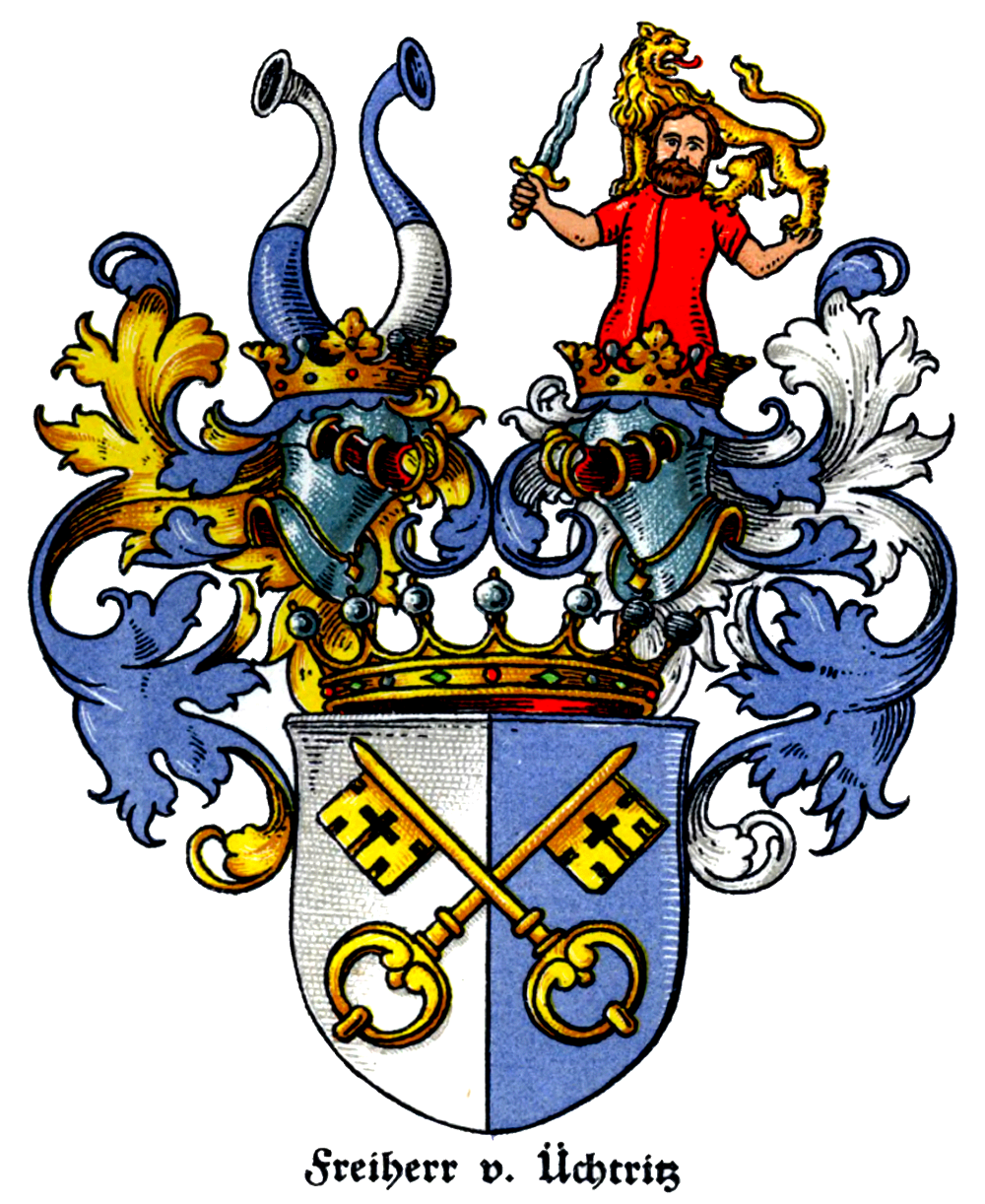
Herb von Uechtritz, właścicieli wsi w XVIII w.
Herb von Kyaw